# João Tilly
João José Rodrigues Tilly (Coimbra, 30 de maio de 1960) é um professor de matemática, engenheiro mecânico, youtuber, músico e político português. Foi eleito deputado à Assembleia da República pelo distrito de Viseu após as eleições legislativas de 2024.

## Biografia
Nascido em 1960, João Tilly é licenciado em Engenharia Mecânica e atualmente é professor de matemática. Vive em Seia.
Em 1986, João Tilly integrou João Tilly e os Portugueses Suaves. Este projecto de música pop electrónica gravou um LP patrocinado pela editora lisboeta Metro-Som e publicado em 1988. 
Tilly juntou-se ao Chega em 2019 e foi cabeça de lista pelo distrito de Viseu em 2019, 2022 e 2024, apenas sendo eleito nesta última como deputado na XVI Legislatura.
Tilly ganhou notoriedade através do seu canal do YouTube onde comentava determinados assuntos da atualidade. No seu blog, Tilly propagou teorias da conspiração sobre as vacinas da COVID-19, afirmando que a obrigatoriedade das vacinas era um "negócio multimilionário" do "lobby farmacêutico”, instando as pessoas a que não se deixassem enganar e não se vacinassem, coisa que ele mesmo jamais faria - embora de facto se tenha vacinado algum tempo depois, em julho desse ano. Num dos dos seus vídeos, criticou o presidente da Ucrânia Volodymyr Zelensky, no contexto da Invasão Russa da Ucrânia, descrevendo a autorização  da retoma das competições profissionais de futebol no país como uma má piada do "comediante" Zelensky.
Após ter sido eleito, Tilly publicou um vídeo onde referenciava o processo de eleição do Presidente da Assembleia da República em 2024, classificando a posição do Chega como "um golpe de génio" de André Ventura que forçou o PSD a negociar com o PS. Após a publicação desse vídeo, Tilly retirou mais de 1000 vídeos do seu canal durante alguns dias, tendo mais tarde reposto esses vídeos, removendo a parte do vídeo sobre a eleição de Aguiar-Branco, que havia gerado polémica.
Em fevereiro de 2025, o deputado João Tilly gerou polémica ao questionar, durante uma sessão parlamentar, se Portugal é "um país de alunos com deficiência ou um país de alunos normais", sugerindo que o ensino geral deveria ter prioridade sobre a educação especial. Estas declarações foram amplamente criticadas por partidos políticos, como o Bloco de Esquerda e o PS, e por organizações como a Federação Portuguesa para a Deficiência Mental
, que as consideraram desrespeitosas e reveladoras de desconhecimento sobre a inclusão educativa.

## Resultados eleitorais

### Eleições legislativas
| Data | Partido    | Partido | Circulo eleitoral | Posição    | Cl.    | Votos          | %             | +/-    | Status     | Notas  | Ref    |
| ---- | ---------- | ------- | ----------------- | ---------- | ------ | -------------- | ------------- | ------ | ---------- | ------ | ------ |
| 2019 |            | CHEGA   | Viseu             | 1.º (em 8) | 7.º    | 1721           | 0,97 / 100,00 |        | Não eleito |        | [ 10 ] |
| 2022 | 1.º (em 8) | CHEGA   | Viseu             | 3.º        | 14 373 | 7,79 / 100,00  | 6,82          |        | Não eleito | [ 11 ] |        |
| 2024 | 1.º (em 8) | CHEGA   | Viseu             | 3.º        | 41 159 | 19,45 / 100,00 | 11,66         | Eleito |            | [ 12 ] |        |
| 2025 | 1.º (em 8) | CHEGA   | Viseu             | 2.º        | 45 794 | 22,14 / 100,00 | 2,69          | Eleito |            | [ 13 ] |        |